# Craig Buck
Craig Werner Buck (Los Ángeles, Estados Unidos, 24 de agosto de 1958) es un exjugador de voleibol y de voleibol de playa estadounidense.

## Biografía
Como muchos de sus futuros compañeros de selección, Buck empieza a jugar voleibol en el equipo de la escuela, en su caso el Taift High Scool de Los Ángeles y en 1977 es acude a la Pepperdine University; con las  Olas consigue ganar el campeonato NCAA de 1978. En 1981 debuta en la selección de Estados Unidos y forma parte de la generación más ganadora del voleibol estadounidense (junto a jugadores como Karch Kiraly y Steve Timmons). Con la selección compite en los Juegos Olímpicos de  Los Ángeles 1984 y de  Seúl 1988; en ambas ocasiones consigue la medalla de oro tras derrotar por 3-0 a Brasil en 1984 y a la Unión Soviética en 1988. En los años que separan las dos ediciones consigue ganar el Campeonato norteamericano de 1985 y el Mundial de Francia 1986.
Tras el triunfo en Seúl 1988 empieza su carrera de voleibol profesional afuera de Estados Unidos y en cuatro años juega por dos equipos de Italia (el Pallavolo Spoleto y el Pallavolo Padova), el SPVB Poitiers francés y los japoneses de los Panasonic Panthers sin ganar títulos.
Por los éxitos conseguidos con la selección de selección de Estados Unidos en 1988 es incluido en la Volleyball Hall of Fame

## Palmarés
- Campeonato NCAA División I (1): 1978